# 葫芦岛 (长海)
葫芦岛位于中国东北地区辽东半岛东侧的黄海中，是长山群岛里长山列岛中的一座岛屿，位于广鹿岛西北1.7千米处，属于辽宁省长海县广鹿岛镇沙尖村管辖。

## 地理
葫芦岛原是广鹿岛相连，后因海水浸漫而分离，两岛之间发育一条海底沙坝，大低潮时沙坝出露，可徒步行走于两岛间。

## 人口
葫芦岛上原有沙尖村一居民点，人口约100人左右，后居民陆续迁出，现已无常住居民。

## 旅游开发
葫芦岛现由大连财神岛集团有限公司承包开发成为财神岛度假村。